# Pietro Santo Maggini
Pietro Santo Maggini (Brescia, 1580 - 1632) fou un lutier italià.
Fill de Giovanni Paolo, 1630 a 1680. Va seguir el mateix estil que el seu pare, però va ser especialment famós pels seus contrabaixos, que els italians consideren els millors que s'han fet mai, després dels de Gaspar di Salo.
MAGGINI, Pietro Santo, citat en moltes publicacions més antigues com a fill de Giovanni Paolo Maggini, a dalt, però aquest no és el cas. El nom pot ser una confecció per part de distribuïdors posteriors. Un contrabaix de cinc cordes a la col·lecció de la Universitat de Leipzig està inscrit a l'esquena superior: "Santo Maggini Brescia/Gottfried Thielke/Me Fecit Anno 1662", però el primer nom sembla una addició posterior i l'instrument és coherent amb Tielke's d'obres conegudes.